# Claudette Herbster-Josland
Claudette Herbster-Josland (Dijon, 28 de marzo de 1946) es una deportista francesa que compitió en esgrima, especialista en la modalidad de florete.
Participó en tres Juegos Olímpicos de Verano entre los años 1968 y 1976, obteniendo una medalla de plata en Montreal 1976 en la prueba por equipos. Ganó dos medallas de bronce en el Campeonato Mundial de Esgrima en los años 1966 y 1970.

## Palmarés internacional
| Juegos Olímpicos   | Juegos Olímpicos  | Juegos Olímpicos  | Juegos Olímpicos    |
| Año                | Lugar             | Medalla           | Prueba              |
| ------------------ | ----------------- | ----------------- | ------------------- |
| 1976               | Montreal (Canadá) | Medalla de plata  | Florete por equipos |
| Campeonato Mundial |                   |                   |                     |
| Año                | Lugar             | Medalla           | Prueba              |
| 1966               | Moscú (URSS)      | Medalla de bronce | Florete por equipos |
| 1970               | Ankara (Turquía)  | Medalla de bronce | Florete por equipos |